# پلیس مخفی پروس
پلیس مخفی پروس (به آلمانی: Preußische Geheimpolizei) آژانس پلیس مخفی ایالت پروس آلمان در قرن نوزدهم و اوایل قرن بیستم بود.
در سال ۱۸۵۱ اتحادیه پلیس ایالات آلمان توسط نیروهای پلیس اتریش، پروس، باواریا، زاکسن، هانوفر، بادن و وورتمبرگ تأسیس شد. این به‌طور خاص برای سرکوب مخالفان سیاسی در پی انقلاب‌های ۱۸۴۸ که در سراسر آلمان گسترش یافت، سازماندهی شد. برای پانزده سال آینده اتحادیه جلسات سالانه ای را برای تبادل اطلاعات برگزار می‌کرد. کارل لودویگ فردریش فون هینکلدی، کمیسر پلیس برلین، توسط پادشاه فردریش ویلهلم چهارم در ۱۶ نوامبر ۱۸۴۸ منصوب شد. او باید ثابت می‌کرد که یک شخصیت کلیدی در توسعه پلیس مخفی در پروس و همچنین کل اتحادیه است. در سال ۱۸۵۴، به لطف رابطه نزدیکش با پادشاه، او به عنوان مدیر کل پلیس (Generalpolizeidirektor) منصوب شد. او عملاً وزیر پلیس مستقل از وزیر کشور بود. فون هینکلدی پلیس سیاسی برلین را تحت عنوان سرویس اطلاعاتی پروس در برلین تأسیس کرد و یک فهرست در مورد مخالفان سیاسی ایجاد کرد که بر انقلابیون درگیر در قیام‌های ۱۸۴۸ تمرکز داشت. اما از آنجایی که پاریس و لندن را مراکز دسیسه‌های سیاسی می‌دید، مشتاق سازماندهی پلیس مخالفان سیاسی در خارج از مرزهای حوزه قضایی ملی بود.
پلیس مخفی پروس در طول تاریخ از شهرت بدی برخوردار بوده‌است، زیرا این مدلی بود که بعدها گشتاپو بر اساس آن تأسیس شد. رفتاری که سایر نیروهای پلیس مخفی ممکن است نداشته باشند. پلیس مخفی پروس در سال ۱۹۳۳ به گشتاپو تغییر نام داد. خود پروس پس از جنگ جهانی دوم به عنوان یک نهاد اداری منحل شد.

## بن مایه
- مشارکت کنندگان مقاله «پلیس مخفی پروس» ویکی‌پدیای انگلیسی